# Eriobotrya henryi
Eriobotrya henryi är en rosväxtart som beskrevs av Takenoshin Nakai. Eriobotrya henryi ingår i släktet eriobotryor, och familjen rosväxter. Inga underarter finns listade i Catalogue of Life.